# Annie Moore

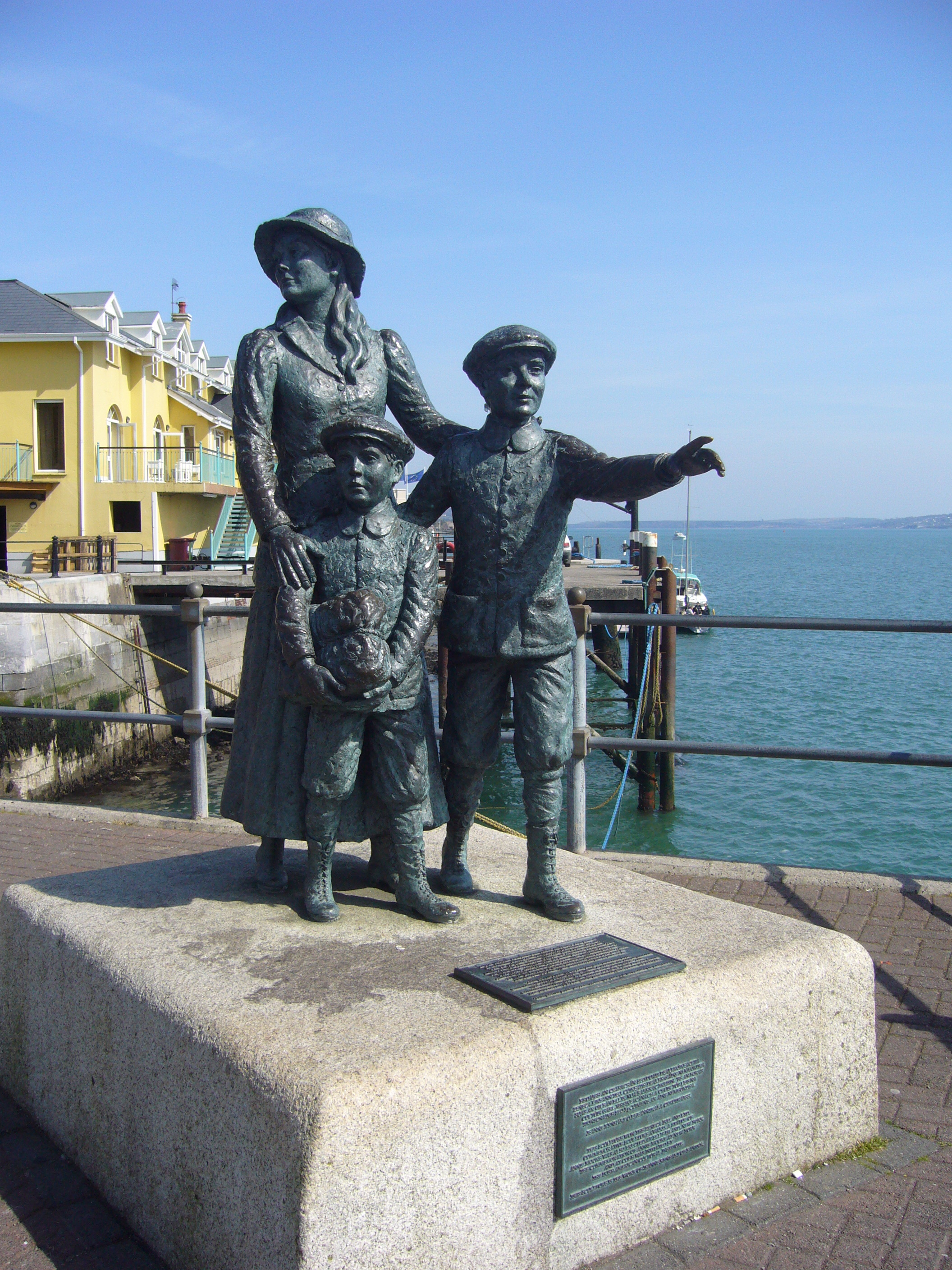
Statue d'Annie Moore et de ses deux jeunes frères à Cobh.

Annie Moore, de son vrai nom Anna Moore, (24 avril 1874 – 6 décembre 1924) fut la première immigrante (elle n'avait que 17 ans lorsqu'elle a immigré en Amérique) aux États-Unis passant par Ellis Island, le 1er janvier 1892

## Biographie
Cette jeune fille de 17 ans, venait du comté de Cork en Irlande et désirait rejoindre avec ses deux frères ses parents, qui étaient venus à New York quatre ans auparavant. Elle fut accueillie par les officiers qui lui donnèrent une pièce d'or d'une valeur de 10 $.
Elle fut longtemps confondue avec une Annie Moore ou Anna Moore qui vécut au Texas et décéda accidentellement en 1924. Des travaux réalisés en 2006 ont permis de savoir qu'il ne s'agissait pas d'elle. Annie Moore vécut le reste de ses jours dans le Lower East Side où elle épousa un employé de boulangerie avec qui elle eut onze enfants. Elle décéda le 6 décembre 1924 d'une crise cardiaque à 50 ans.

## Commémoration
Deux statues commémorent son passage sur l’île, l'une au musée d'Ellis Island, l'autre à Cobh en Irlande. Une chanson en son hommage a été écrite par Brendam Graham et Ronan Tynan qui fut, entre autres, interprétée par les Celtic Woman.